# 松尾良彦
松尾良彦（日语：／ Matsuo Yoshihiko ?，1934年7月10日—2020年7月11日），日本汽车设计师。

## 生平
1934年7月10日生于兵库县姬路市。毕业于日本大学艺术系，1959年进入日產汽車公司工作。由于当时该公司大部分招募的是东京艺术大学或千叶大学的学生，松尾良彦在他们中间就显得很特别。1965年公司部门改革后，松尾良彦被分配到第一造型课第四工作室。该工作室专门负责跑车的车型开发工作。
1969年，他负责设计的新车型很快上市。这种跑车在北美市场被命名为日产 240Z，在日本本土市场则沿用了前代跑车的命名Fairady Z。他也参与设计了日產Z系列的其他车型。1974年，他从日产汽车公司离职，单独成立了属于自己的设计工作室。
2020年7月11日因肺炎逝世。